# 아멜리 모레스모
아멜리 시몬느 모레스모(Amélie Simone Mauresmo, IPA: [ameli simɔn moʀɛsmo]; 1979년 7월 5일 ~ )는 전 세계 랭킹 1위였던 프랑스의 은퇴한 여자 프로 테니스 선수이다. 2006년 호주 오픈 및 윔블던 단식에서 우승했다.
모레스모는 2004년 9월 생애 최초로 세계 랭킹 1위에 올랐으며, 그녀는 랭킹 산정에 전산 시스템이 도입된 이래 14번째 세계 1위 여자 선수이다. 강력한 한손 백핸드와 뛰어난 네트 플레이로 유명했다.
그녀는 2009년 12월 3일 현역 은퇴를 선언, 테니스 해설자로 새출발을 하게 되었다.

## 성장 과정
모레스모는 프랑스의 생제르맹앙레에서 태어났다. 1983년 프랑스 오픈에서 자국 선수인 야니크 노아가 우승하는 것을 보고 그녀의 부모가 그녀에게 생애 첫 라켓을 선물하면서 4세 때 처음 테니스를 시작했다. 이후 그녀는 1998년 페드 컵의 프랑스 대표선수로 발탁되었는데, 당시 그녀를 선택한 대표팀 감독이 야니크 노아였다. 어머니 프랑수와즈(Françoise)는 전업 주부이며, 엔지니어였던 아버지 프랑시스(Francis)는 2004년 3월 세상을 떠났다. 남매인 파비앙(Fabien) 또한 역시 엔지니어이다.
1996년 모레스모는 프랑스 오픈과 윔블던 주니어 여자 단식에서 우승했다. 이 해 ITF는 그녀를 주니어 여자 세계 챔피언으로 명명했다.